# 小行星6410
小行星6410（6410 Fujiwara）是一颗绕太阳运转的小行星，为主小行星带小行星。该小行星于1992年11月29日发现。

## 轨道参数
小行星6410的轨道半长轴为2.7717571 UA，离心率为0.226。